# Bahnhof Berlin Prenzlauer Allee
Der Bahnhof Berlin Prenzlauer Allee ist ein Haltepunkt der Berliner S-Bahn im Berliner Ortsteil Prenzlauer Berg an der Berliner Ringbahn. Namensgebend ist die nahezu im rechten Winkel zu den Gleisen verlaufende Prenzlauer Allee. Die Station ist barrierefrei ausgebaut.

## Geschichte

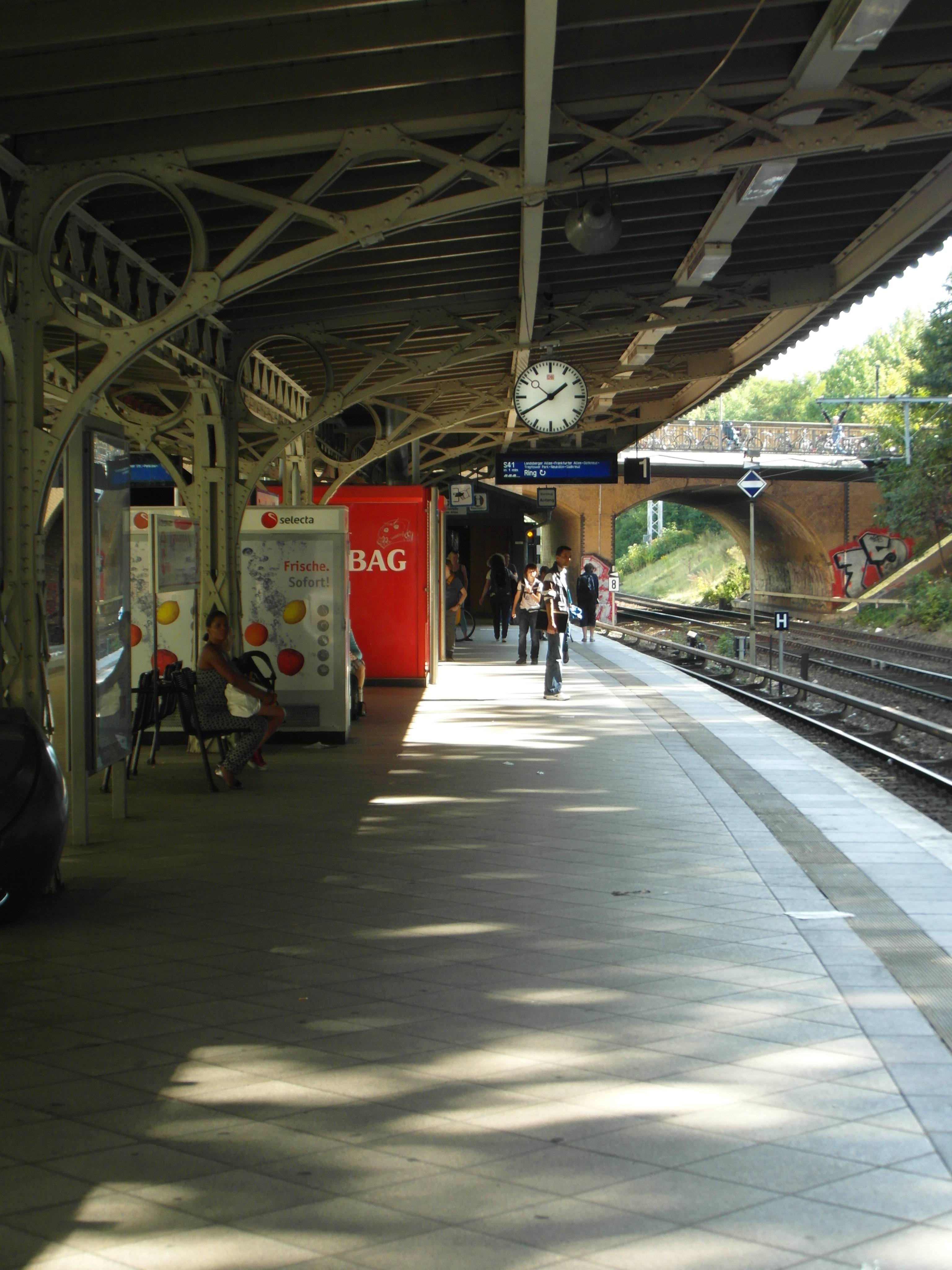
Bahnsteig des S-Bahnhofs

Der S-Bahnhof Prenzlauer Allee entstand 1891/1892 an der Ringbahn. Die Anlage verfügt über einen Bahnsteig für die Ringbahnzüge sowie ein Empfangsgebäude in Klinkerbauweise. Es wurde im Zweiten Weltkrieg zwar beschädigt, anders als die Empfangsgebäude der umliegenden Bahnhöfe jedoch nicht abgerissen. Auch nach der Sanierung 1992–1995 weist die Anlage immer noch ein historisches Flair auf.
Die Art der Stützen des Bahnsteigdaches ist mittlerweile nur noch sehr selten in Berlin anzutreffen. Durch ihren Erhalt bei den Sanierungsarbeiten des Bahnhofs konnte der historische Eindruck des ausgehenden 19. Jahrhunderts erhalten bleiben.
Für einen zweiten Zugang am westlichen Bahnsteigende soll ein Fußgängersteg zwischen der Kanzowstraße und der Ahlbecker Straße errichtet werden. Die Kosten waren für eine 2019 geplante Umsetzung mit 2,1 Millionen Euro veranschlagt. Wegen Planungsfehlern und aufgrund des Widerstands von unmittelbaren Nachbarn des Bahnhofs verzögert sich das bereits seit 2013 laufende Planungsverfahren auf unbestimmte Zeit.[veraltet]

## Anbindung
Auf dem Bahnhof verkehren die Ringbahnlinien S41 und S42 sowie die Linien S8 und S85 der S-Bahn (Stand: Februar 2025). Der Bahnhof bietet zudem Umsteigemöglichkeiten zur Straßenbahnlinie M2, deren Bahnsteige vor dem Empfangsgebäude mittig auf der Prenzlauer Allee angesiedelt sind, sowie zur Buslinie 156 der BVG, deren Haltestellen sich in der nahen Grellstraße befinden.
| Linie | Verlauf | Takt in der HVZ |
| ----- | --- | --------------- |
| ↻ ↺   | Gesundbrunnen – Schönhauser Allee – Prenzlauer Allee – Greifswalder Straße – Landsberger Allee – Storkower Straße – Frankfurter Allee – Ostkreuz – Treptower Park – Sonnenallee – Neukölln – Hermannstraße – Tempelhof – Südkreuz – Schöneberg – Innsbrucker Platz – Bundesplatz – Heidelberger Platz – Hohenzollerndamm – Halensee – Westkreuz – Messe Nord/ZOB – Westend – Jungfernheide – Beusselstraße – Westhafen – Wedding – Gesundbrunnen | 5 min           |
|       | Birkenwerder – Hohen Neuendorf – Bergfelde – Schönfließ – Mühlenbeck-Mönchmühle – Blankenburg – Pankow-Heinersdorf – Pankow – Bornholmer Straße – Schönhauser Allee – Prenzlauer Allee – Greifswalder Straße – Landsberger Allee – Storkower Straße – Frankfurter Allee – Ostkreuz – Treptower Park – Plänterwald – Baumschulenweg – Schöneweide – Johannisthal – Adlershof – Grünau (– Eichwalde – Zeuthen – Wildau)                            | 20 min          |
|       | Frohnau – Hermsdorf – Waidmannslust – Wittenau (Wilhelmsruher Damm) – Wilhelmsruh – Schönholz – Wollankstraße – Bornholmer Straße – Schönhauser Allee – Prenzlauer Allee – Greifswalder Straße – Landsberger Allee – Storkower Straße – Frankfurter Allee – Ostkreuz – Treptower Park – Plänterwald – Baumschulenweg – Schöneweide (– Johannisthal – Adlershof – Grünau)                                                                         | 20 min          |